# Deserto di Sechura
Il deserto di Sechura è un'ecoregione dell'ecozona neotropicale, definita dal WWF (codice ecoregione: NT1315), che si estende attraverso gran parte della costa del Perù, da Piura a nord fino a Ica a sud. Questo deserto costiero è caratterizzato da clima subtropicale molto arido, alta umidità atmosferica e vegetazione molto scarsa, fatta eccezione per le valli dei fiumi che scendono dalle Ande attraversando il deserto.
Assieme al deserto di Atacama, che comprende gran parte della fascia costiera di Perù e Cile, forma un'ecoregione più grande, nota come deserto del Pacifico. Il WWF indica come «deserto di Sechura» l'intera fascia desertica costiera del Perù, ma in senso più ristretto il vero e proprio deserto di Sechura comprende solamente la parte più settentrionale dell'area, quella compresa tra Piura e Lambayeque; la parte meridionale dell'ecoregione, invece, quella estesa tra Lambayeque e Ica, è nota semplicemente come deserto costiero del Perù.

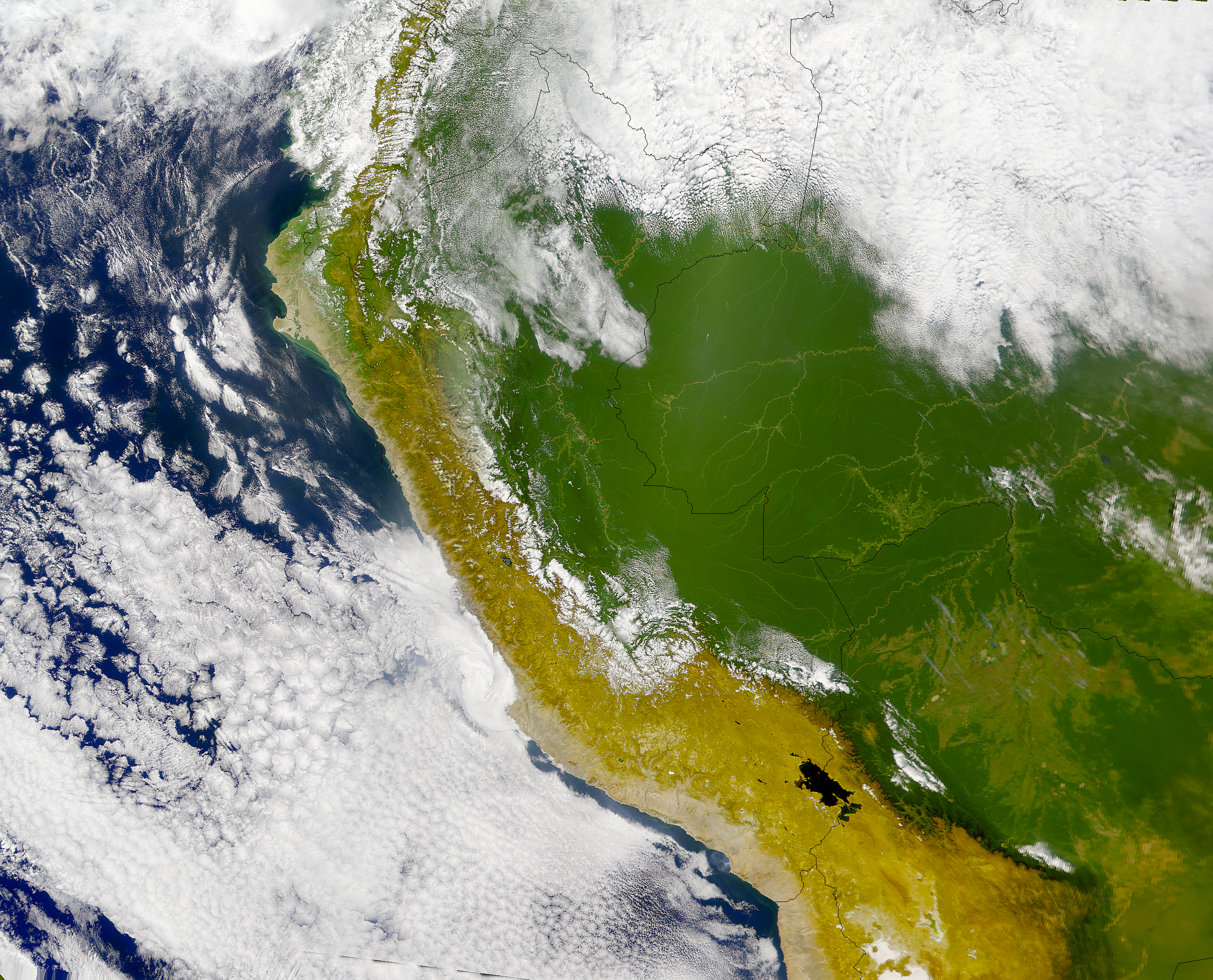
Fotografia satellitare del Perù, nella quale è evidente il colore chiaro della regione desertica costiera.

## Geografia
La regione è costituita da una stretta fascia, comprendente ecosistemi che vanno dal deserto estremo alla macchia xerofila, compresa tra l'oceano Pacifico e la cordigliera delle Ande. La sua ampiezza varia tra pochi chilometri fino ad un massimo di 100, ed è maggiore in corrispondenza dei dipartimenti di Piura e di Ica. Confina a nord con le foreste aride di Tumbes e delle valli andine e a sud con il deserto costiero del Cile.
Secondo Pulgar Vidal, la regione si estenderebbe nell'entroterra fino ai 500 m di quota, ai piedi della Cordigliera Occidentale delle Ande, confinando così con la regione indicata come Yunga marítima. Al contrario, secondo Brack Egg, la regione desertica terminerebbe nel punto in cui inizia a svilupparsi la vegetazione andina più definita della cosiddetta Serranía esteparia, verso i 2000 m di quota. Altri autori estendono il deserto costiero peruviano tra la sponda del mare e un'altitudine compresa tra i 700 e i 1000 m.

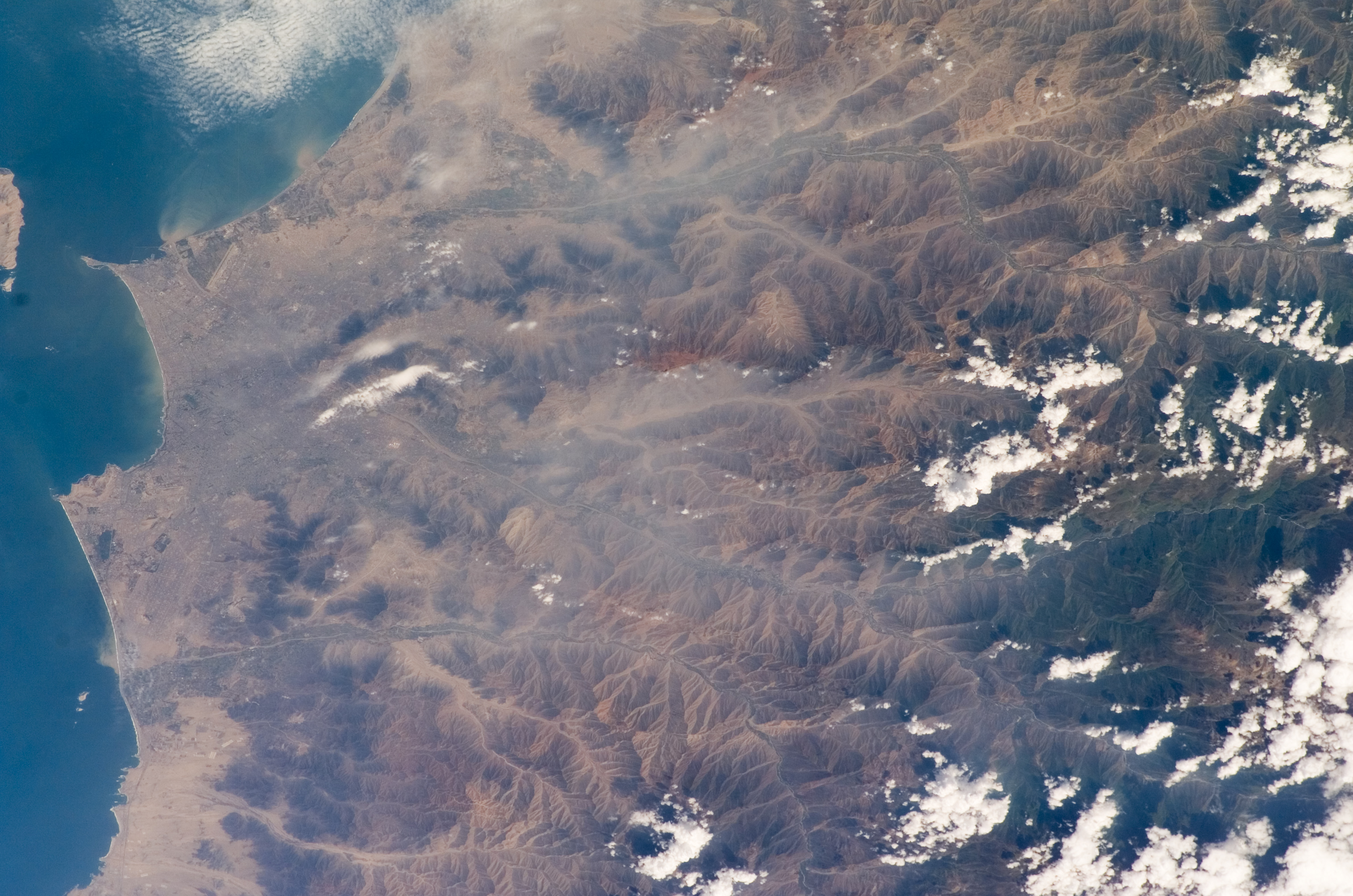
Immagine satellitare del deserto costiero: sulla sinistra la città di Lima e la costa; sulla destra le propaggini delle Ande.

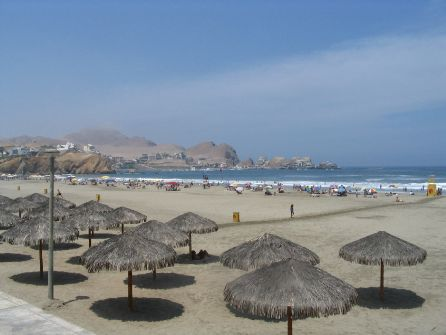
La spiaggia di Santa María del Mar (Lima).

In questa stretta fascia di territorio, interrotta dalle propaggini andine o dalle alture della Cordigliera della Costa, si succedono pianure, dune e tavolati che formano un deserto interrotto da fiumi stagionali nelle cui valli si è sviluppata un'agricoltura di tipo industriale (cotone, riso, canna da zucchero, vite e olivo).
Il litorale è costituito da spiagge di sabbia finissima o da scogliere scoscese, ed è prevalentemente rettilineo e con poche insenature, di cui le maggiori sono quelle di Sechura, Paita, Chimbote, Callao e Paracas. Nel nord del paese il clima è caldo, soleggiato e con piogge stagionali concentrate nell'estate australe. Nel sud, il clima diviene più umido e con piogge scarse, con cielo soleggiato da dicembre a maggio e nuvoloso durante il resto dell'anno.
Le temperature lungo la costa peruviana sono minori di quelle di altre aree situate alla stessa latitudine (la temperatura media a Callao è di 19,2 °C) a causa delle acque fredde della corrente di Humboldt e della barriera formata dalle alte cime della Cordigliera delle Ande; a questi fenomeni, si somma una pressione atmosferica quasi costante. La conseguente assenza di piogge non significa che il cielo sia permanentemente terso. Al contrario, la regione è ricoperta da una spessa coltre di nebbia, tra giugno e novembre, che è forse la sua principale caratteristica.

## Flora
Il deserto costiero presenta una scarsa biomassa vegetale, e la sua flora è distribuita prevalentemente in alcune comunità vegetali molto specializzate.
Due tipi di comunità floristiche sono caratterizzate dalla presenza di piante che dipendono esclusivamente dall'umidità atmosferica trasportata dalle nebbie durante l'inverno australe: le formazioni di Tillandsia e le lomas, aree verdeggianti nel bel mezzo del deserto. Nelle lomas, durante l'inverno australe si sviluppa una vegetazione spontanea fatta di piante erbacee come l'amancay (Ismene amancaes), il tabacco selvatico (Nicotiana sylvestris) e la valeriana e alberi quali il mito (Vasconcellea candicans), la tara (Caesalpinia spinosa) e il guarango (Prosopis pallida). Crescono qui anche il pomodoro selvatico (Solanum betaceum) e varie cactacee.
Lungo la costa vi sono inoltre affioramenti di falde acquifere, specialmente nelle vicinanze delle foci dei fiumi, che subiscono l'influsso dell'acqua di mare. In questi ambienti salmastri si sviluppano zone umide, dove è molto diffusa la grama salada (Distichlis spicata).
Sulle sponde dei fiumi crescono comunità più regolari conosciute come montes ribereños («foreste rivierasche»). Qui crescono specie come l'algarrobo (Prosopis pallida), il palo verde (Parkinsonia peruviana), la grama salada (Distichlis spicata), il pepe rosa (Schinus molle), la cannuccia di palude (Phragmites australis) e la caña brava (Gynerium sagittatum). Nelle gole (barrancos) crescono felci, il culantrillo (Adiantum amplum), il crescione (Lepidium sativum), la portulaca (Portulaca oleracea) e varie specie di frutti coltivati.

## Fauna
In questo deserto assetato vive un discreto numero di specie endemiche di piante e animali. Una di queste, la volpe di Sechura (Lycalopex sechurae), passa la maggior parte del suo tempo a perlustrare il deserto alla ricerca di magre fonti di cibo, come sostanze vegetali e invertebrati. Numerose popolazioni di uccelli marini, nonché di leoni marini sudamericani (Otaria byronia) e di otarie orsine sudamericane (Arctocephalus australis), possono essere individuate lungo la costa frastagliata. Una specie endemica di fornaio, il cinclode acquaiolo (Cinclodes taczanowskii), sfrecciando lungo la costa rocciosa, schiva le onde mentre va a caccia di piccoli invertebrati. Nelle oasi ripariali, il colibrì di Amazilia (Amazilia amazilia) e la golastella delle oasi (Rhodopis vesper) passano da un fiore all'altro raccogliendo il nettare. La cavia di montagna (Cavia tschudii), parente della cavia domestica (Cavia porcellus), si apre sentieri tra i ciuffi d'erba lungo le sponde dei fiumi. Volando di notte, il pipistrello dalla lingua lunga minore (Choeroniscus minor) va in cerca di nettare e polline sui fiori che si schiudono di notte. Una grossa volpe sudamericana, la volpe delle Ande (Lycalopex culpaeus), scava nei cunicoli dei piccoli armadilli, cercando di spingere la preda allo scoperto.

## Popolazione
I numerosi e brevi fiumi che attraversano il Sechura hanno consentito per millenni lo sviluppo di insediamenti umani indigeni preistorici. Nella regione si sviluppò un certo numero di culture urbane, tra cui quella dei Moche. I Moche sopravvivevano grazie ad una dieta a base di pesce, porcellini d'India, camelidi, zucche e arachidi. Ai Moche successero i Sican (800-1300 d.C. circa), che svilupparono raffinate tecniche di lavorazione dell'oro a cera persa.
Oggi, i fiumi consentono l'agricoltura irrigua intensiva dei fertili avvallamenti. Due delle cinque maggiori città del Perù, Piura e Chiclayo, sono situate nella regione agricola del nord del paese.

## Conservazione
L'espansione agricola, il pascolo, la caccia e gli incendi provocati dall'uomo costituiscono le principali minacce per l'ambiente naturale rimasto. La popolazione umana è in rapida espansione, soprattutto intorno alle grandi città, e l'espansione urbana renderà più gravi molti dei problemi attuali.